# 德米特里夫卡 (博羅江卡市鎮)
50°36′15″N 29°46′59″E / 50.60417°N 29.78306°E
德米特里夫卡（烏克蘭語：Дмитрівка）是位於烏克蘭北部的村莊，由基辅州布恰区的博罗江卡市镇負責管轄。該村始建於1686年，面積0.02平方公里，海拔高度159米，2001年人口239，人口密度每平方公里13,277.8人。